# Liesl Karlstadt
Liesl Karlstadt, nome d'arte di Elisabeth Wellano (Monaco di Baviera, 12 dicembre 1892 – Garmisch-Partenkirchen, 27 luglio 1960), fu una soubrette, attrice e cabarettista bavarese.
Assieme a Karl Valentin formò uno dei più famosi duo di comici del XX secolo in Germania.

## Biografia
Quinta di nove figli, Elisabeth Wellano era figlia di un pasticciere di origine italiana nata a Schwabing, un quartiere di Monaco di Baviera.
Una fontana a Monaco nel mezzo del viktualienmarkt, il mercato di frutta e verdura, la onora.

## Filmografia
- La sposa venduta (Die verkaufte Braut), regia di Max Ophüls (1932)
- Kirschen in Nachbars Garten, regia di Erich Engels (1935)
- Die Erbschaft, regia Jacob Geis (1936)
- Sinfonie di cuori (Du bist mein Glück), regia di Karl Heinz Martin (1936)
- Fasching, regia di Hans Schweikart (1939)
- Das Konzert, regia di Paul Verhoeven (1944)
- Du bist nicht allein, regia di Paul Verhoeven (1949)
- Questi nostri genitori (Das doppelte Lottchen), regia di Josef von Báky (1950)
- Fanfaren der Ehe, regia di Hans Grimm (1953)
- Annie (Feuerwerk), regia di Kurt Hoffmann (1954)
- La famiglia Trapp (Die Trapp-Familie), regia di Wolfgang Liebeneiner (1956)
- Heiraten verboten, regia di Heinz Paul (1957)
- Finalmente l'alba (Wir Wunderkinder), regia di Kurt Hoffmann (1958)